# Grad Hohentübingen
Grad Hohentübingen stoji sredi mesta Tübingen na skalnem roglju. Zgrajen je bil v 11. stoletju, povečan v 16. stoletju in je danes mešanica srednjeveškega in novoveškega gradu in trdnjave.

## Zgodovina
Verjetno je bil grad zgrajen okoli 1037; . ... kamniti zidovi ... ampak postavili šele v 12. in 13. stoletju, še preden je bil grad obdan z lesenimi palisadami. Leta 1078 je stavba prvič omenjena v Zwiefaltener Annalen, v katerih je opisano, kako je kralj Henrik IV. oblegal grad "Duwingen" v investiturnem boju. V istem čas je v ... drugem viru ... omenjen grof Hugo III. iz Tübingena. 
Trierski rokopis ( gesta Trevir) navaja Hohentübingen ob smrti nadškofa Uda von Trierja, Tuingia Castru Alemanorium. Drugi avtorji (Sattler, Schmid) so za leto obleganja določili leto 1079 ali 1080 in trdijo, da sta bila grad in mesto zajeta. Tübingenski grofi so bili prvič omenjeni leta 1081 in leta 1149, ko jih je rimsko-nemški cesar Konrad III. povzdignil v Pfalške grofe. Leta 1342 so zadolženi Pfalški grofi iz Tübingena prodali svoje mesto in grad grofom, pozneje pa vojvodom iz Württemberga, ki so Hohentübingen poleg Stuttgarta ali Uracha uporabljali za  prebivališče. Pod vojvodom Ulrikom (1495–1550) je bil grad povečan in opremljen z bastijo, ki so jo poleg utrdb Hohenneuffen, Hohenurach, Hohenasperg, Hohentwiel in Schorndorf ter Kirchheim (Teck) uporabljali kot državno trdnjavo. Vojvoda Friderik I. (1593–1608) je v začetku 17. stoletja Hohentübingen dodatno razširil in utrdil. Delo je kronal v letu 1607 s čudovitim portalom v renesančnem slogu, ki ga je oblikoval med drugim Christoph Yelin.
Po bitki pri Nördlingenu leta 1634, po porazu švedsko-protestantske vojske se je Hohentübingen predal brez boja vojvodi Lotarinškemu. Leta 1647 so grad oblegale francoske sile in razstrelile vogalne stolpe. Trdnjava je bila zavzeta kmalu po tem, ko se je posadka predala Francozom. Johann Wolfgang Goethe je leta 1797 ovekovečil obisk v gradu s tako imenovanim "Großen Fass" z domišljavim stavkom: "Če bi Švabi ne imeli vina, bi bili gotovo odločnejši."  „Hätten die Schwaben nicht ihren Wein, sie wären zu höherem bestimmt.“
Johann Gottlieb Bohnenberger je leta 1817 vzhodni stolp gradu kartografsko določil kot ničelno točko Württemberga, od katere so izmerili celotno kraljestvo Württemberg.

## Muzej Tübingenske univerze
Danes je grad sedež leta 1994 ustanovljenega in od leta 1997 dostopnega javnega muzeja Tübingenske univerze z učnimi zbirkami ustanov za starejšo in mlajšo prazgodovino, antične orientalske študije, egiptologijo, klasično arheologijo, z numizmatičnimi predmeti in obsežno zbirko odlitkov ter etnologije. Na posebnih razstavah vsak oddelek tudi večkrat poroča o svojem delu, pomembnih novih odkritjih in tekočih raziskavah. Splošno pomembne in zanimive znanstvene in kulturnozgodovinske razstave zaokrožujejo predstavitve. Za skupine otrok, mladostnikov in odraslih prirejajo delavnice, kot so kamenodobna delavnica, hieroglifi, stara oblačila ali tetovaže. Viteška dvorana z zbirko odlitkov je postala nenavadno mirno, s preprostim vzdušjem priljubljeno prizorišče za pesniška branja, glasbene matineje in sprejeme. V grajskem laboratoriju v nekdanji grajski kuhinji je bil prvi biokemični laboratorij na svetu, v katerem je med drugim Friedrich Miescher leta 1869 odkril "nuklein", snov DNA. Prostor s svojimi renesančnimi oboki je od novembra 2015 urejen kot majhen in prostodostopen muzej o biokemiji.